# Луди голф
Луди голф (енгл. Caddyshack), знан и као Луда партија голфа или Голф клуб, америчка је спортска филмска комедија Харолда Ремиса из 1980. године.
Млади кеди жели да добије стипендију у елитном кантри клубу како би могао да се упише на колеџ. Међутим, да би постигао свој циљ, мора да уђе у добре књиге судије Смајлса и да освоји турнир.

## Радња
Дени Нунан (Мајкл О'Киф), који потиче из велике породице, ради у луксузном приватном кантри клубу Бушвуд, где покушава да заради новац да би похађао колеџ како не би радио у дрвеној станици са својим оцем. Плејбој Тај Веб (Чеви Чејс), син једног од суоснивача клуба, ужива у животу и подучава Денија његовим зафрканцијама.
Кртица терорише голф терен. Чувар терена задужује свог похотног помоћника Карла Спаклера да се реши штеточине. Након изненадне смрти стипендисте клуба, отвара се конкурс. Клуб посећује судија Илајху Смајлс, суоснивач, који са собом доводи Сполдинговог унука који не воли голф. Тамнопути службеник, у знак одмазде за арогантан карактер судије, уништава ципеле. Судија упознаје чланове клуба са својом нећакињом Лејси. Лопта ексцентричног Ал Червика случајно погађа Смајлса у препоне. Тому се не свиђа што је Червик на терен донео музички звучник, сакривен у торби за клубове.
Спаклер, који воли да прича сам са собом, пушта воду у кртицину рупу. Из поља су избиле многе чесме. Бискуп Пикеринг разговара са Денијем о могућности да се придружи клубу, али када сазна да није католик, прекида разговор. Дени и конобарица Меги имају састанак после смене. Смајлс губи хиљаду долара од Червика, промашивши рупу скоро из близине. У бесу је баца и завршава са женом једног од играча.
Спаклер одлучује да убије глодара снајперском пушком. На вечерњој забави, конобар баци поглед на Лејси и сипа цео тањир путера. Кувар је бесан након што је чуо да је судија назвао храну „лошом храном”. Червик, који живи за забаву, исмева посетиоце. Спаклер у камуфлажи циља на кртицу. Тај и Лејси разговарају о својим хобијима и флертују једно са другим. Спаклер промашује животињу, метак разбија фењер поред пара. Червик наручује живахнију музику и позива госпођу Смајлс на плес. Судија му показује свој презир.
Тај погађа пет голова заредом, промаши шести. Након што је победио свог ривала Д'Анунција, Смајлс примећује Денијеву марљивост и позива га да покоси његов травњак како би зарадио додатни новац, а затим да присуствује забави у јахт клубу. Када буде слободан, проводи време са Меги.
Разиграни млади упадају у базен. Пажњу свих привлачи Лејси у уском црном купаћем костиму. Необичан чин се изводи у води, а чувар се баца у базен. Стигла је госпођа Смајлс, која је видела девојку како скида грудњак и Д’Анунција како грли своју нећаку, и избацује пливаче. Због тога што се испао сладолед погрешно сматра изметом, базен се чисти. Један од дезинфекционих средстава га поједе пред паром и госпођа Смајлс се онесвести. Увече Тај почасти Лејси пићем, пливају у базену, а плејбој девојку масира.
У јахт клубу, Лејси пуши траву. Госпођа Смајлс даје комплименте Денију, који носи тунику и капу. Судија чита песму сопственог састава пре поринућа чамца. Госпођа Сполдинг случајно сломи прамац брода флашом шампањца. Лесли флертује са Денијем. Ал Червик се смеје Смајлсу са своје јахте. Рибар, ухваћен за удицу, јури за бродом. Људи који јуре падају са својих јет скија. Јахта руши рибарски чамац, затим бину, након чега се зауставља испред судијског брода и сидром ломи дно у њему.
Лејси и Дени се сексају. Судија их хвата и покушава да удари момка штапом. Закључава се и облачи се у купатилу, где затиче госпођу Смајлс како се умива, дајући му комплименте очима. Шпаклер, представљајући се као познати играч, штапом обара цвеће, прекида га бискуп, који погађа прво из даљине, а затим обртом из близине. Члан клуба, журећи због временских прилика, каже да се договорио са ђаволом. Почиње да пада киша, али Пикеринг одлучује да настави најбољу утакмицу у свом животу. Из треће рупе искаче жаба. Четврти пут промашује и викне у небо „Проклет био”, након чега га удари муња.
Меги каже Денију да је трудна и онда добија напад. Смајлс зове Денија и каже да је зарад закона једном осудио дечака млађег од њега на гасну комору, након чега се помире, а судија одлучује да помогне дечаку да добије стипендију.
Увече пијани владика каже да нема Бога. Ал Червик улази, разбесневши судију. На његове речи да Червик никада неће постати члан клуба, узвраћа да може да купи Бушвуда. Дени примећује Меги како скаче од среће у спаваћици на терену: каже да није трудна. Червик нуди судији новчану опкладу, износ се повећава са десет на четрдесет хиљада.
Кртица примећује Спаклера у штали како прави животиње пуне експлозива. Тај случајно разбија Карлов прозор лоптом. Спаклер му каже да намерава да постане чувар курса за шест година и даје Вебу џоинт и пиће.
Ујутру се Тај и Червик аутомобилом одвезу у поље. Турнир почиње. Арбитар упозорава да је играње за новац противно правилима клуба и тражи да га ослободи одговорности. Жребом, судија почиње први. Остали се кладе. Спаклер поставља експлозив у рупе. Суслик краде Червикову лопту. Ал, срушивши комад травњака, признаје да му је ово најгора утакмица у животу. Арбитар добија опкладе радника. Стопа расте на четрдесет хиљада. Кртица примећује извајаног зеца са жицом. Червик се претвара да је сломио руку рикошетираном лоптом. Тај узима Денија као замену, који игра против судије, показујући да му није потребна његова заштита у добијању стипендије. Вебова лопта погађа птичји кљун.
Време је за последњу рупу. Смајлсов партнер промашује. Судија постиже погодак својим срећним штапом „Били”. Веб такође промашује. Пре ударца, Дени Червик дуплира. Након што је погледао около у публику, Нунан га испроба. Лопта се мало не котрља. Смајлс је срећан. Одједном се чује експлозија, судија фиксира лопту која је због трескања постигнута. Побеснели судија одбија да плати и бежи од Червикових људи. Кртица која кашље излази из рупе и почиње да игра.